# Franz Bunk
Franz Bunk (5. října 1805, Jemnice – 17. prosince 1867, Moravská Ostrava) byl český manažer a hutník.

## Biografie
Franz Bunk se narodil v roce 1805 v Jemnici, vystudoval gymnázium v Brně a následně pokračoval ve studiu na Polytechnickém institutu ve Vídni a na Bánské akademii v Bánské Štiavnici na Slovensku. V roce 1829 nastoupil do Vítkovických železáren, kde pracoval pod vedením ředitele Franze Kleinpetera, na jeho popud se také ucházel o zaměstnání ve Vítkovicích. V roce 1932 však odešel do Plasů, kde nastoupil na pozici správce železáren knížete Metternicha, tam pracoval do roku 1838, poté pracoval na pozici ředitele hutí v Korutanech ve společnosti Wolfsberger Aktiengesellschaft. V roce 1850 se vrátil do Vítkovic, kde nastoupil jako ústřední ředitel do Vítkovických železáren. Tam pracoval až do roku 1866.